# Jaujac
Jaujac ist eine französische Gemeinde mit 1229 Einwohnern (Stand 1. Januar 2022) im Département Ardèche. Sie gehört zum Kanton Haute-Ardèche im Arrondissement Largentière.
Jaujac liegt in einem ehemaligen Vulkankessel, dessen Krater eindeutig erkennbar ist. Durch das Dorf fließt der Lignon mit seinen Steilufern aus vulkanisch entstandenem Basalt. Die Gemeinde ist Teil des Regionalen Naturparks Monts d’Ardèche, im Ort befindet sich auch die Parkverwaltung. 
Der Col de la Croix de Millet, eine Erhebung, befindet sich in Jaujac und in Prunet.

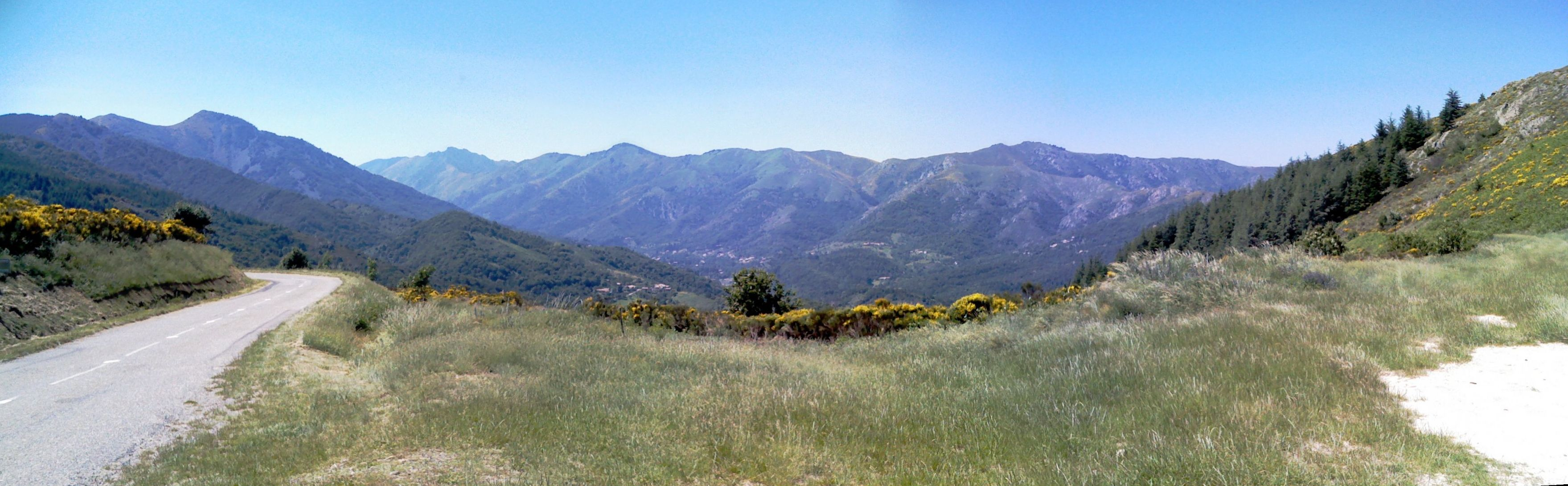
Der Col de la Croix de Millet

## Bevölkerungsentwicklung
| Jahr                       | 1962 | 1968 | 1975 | 1982 | 1990 | 1999 | 2007 | 2016 |
| Einwohner                  | 1047 | 1093 | 1077 | 1085 | 1020 | 1065 | 1181 | 1207 |
| Quellen: Cassini und INSEE |      |      |      |      |      |      |      |      |

## Sehenswürdigkeiten
Neben dem historischen Ortskern am Flussufer, sind die beiden Schlösser Bruget und Castrevieille hervorzuheben.

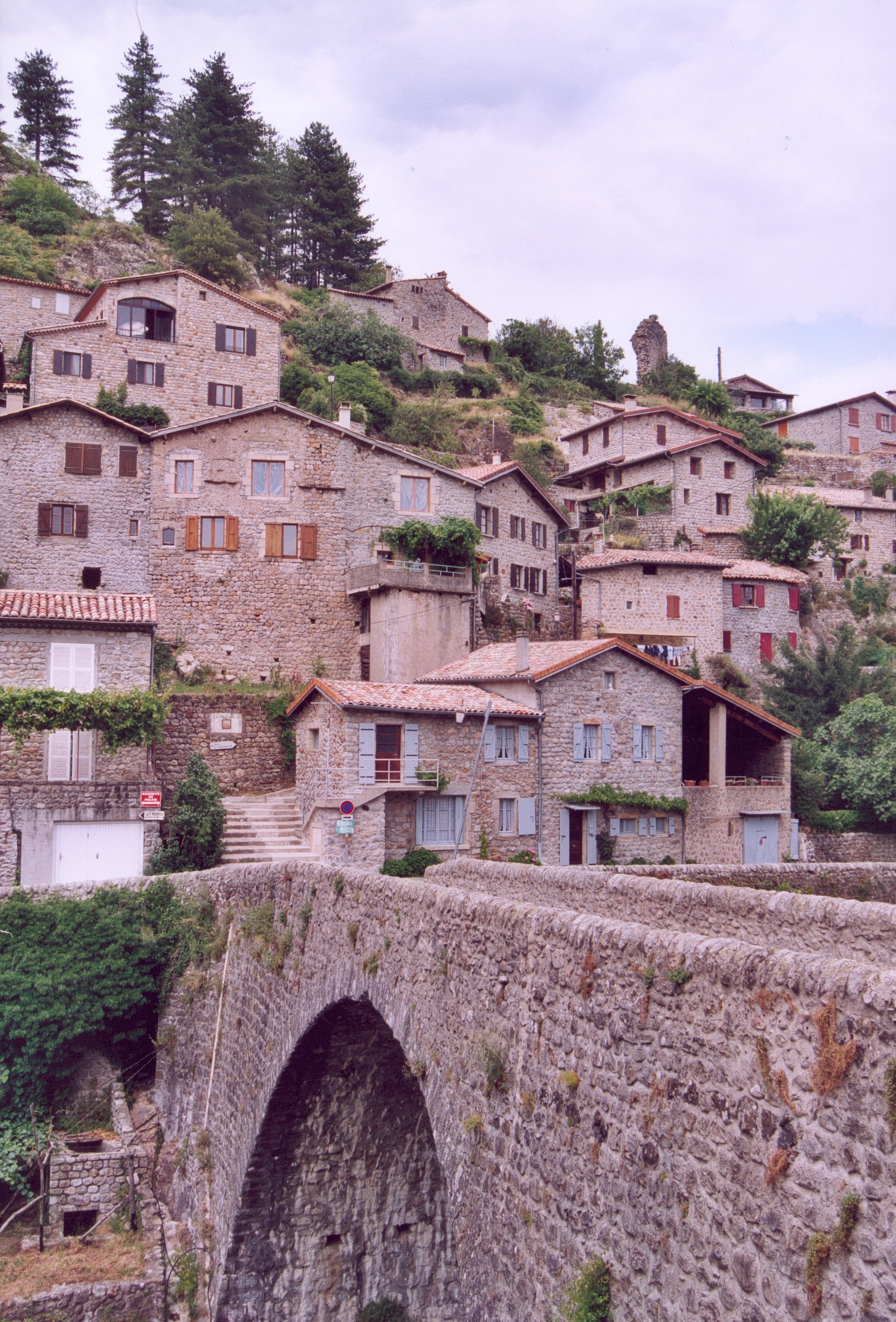
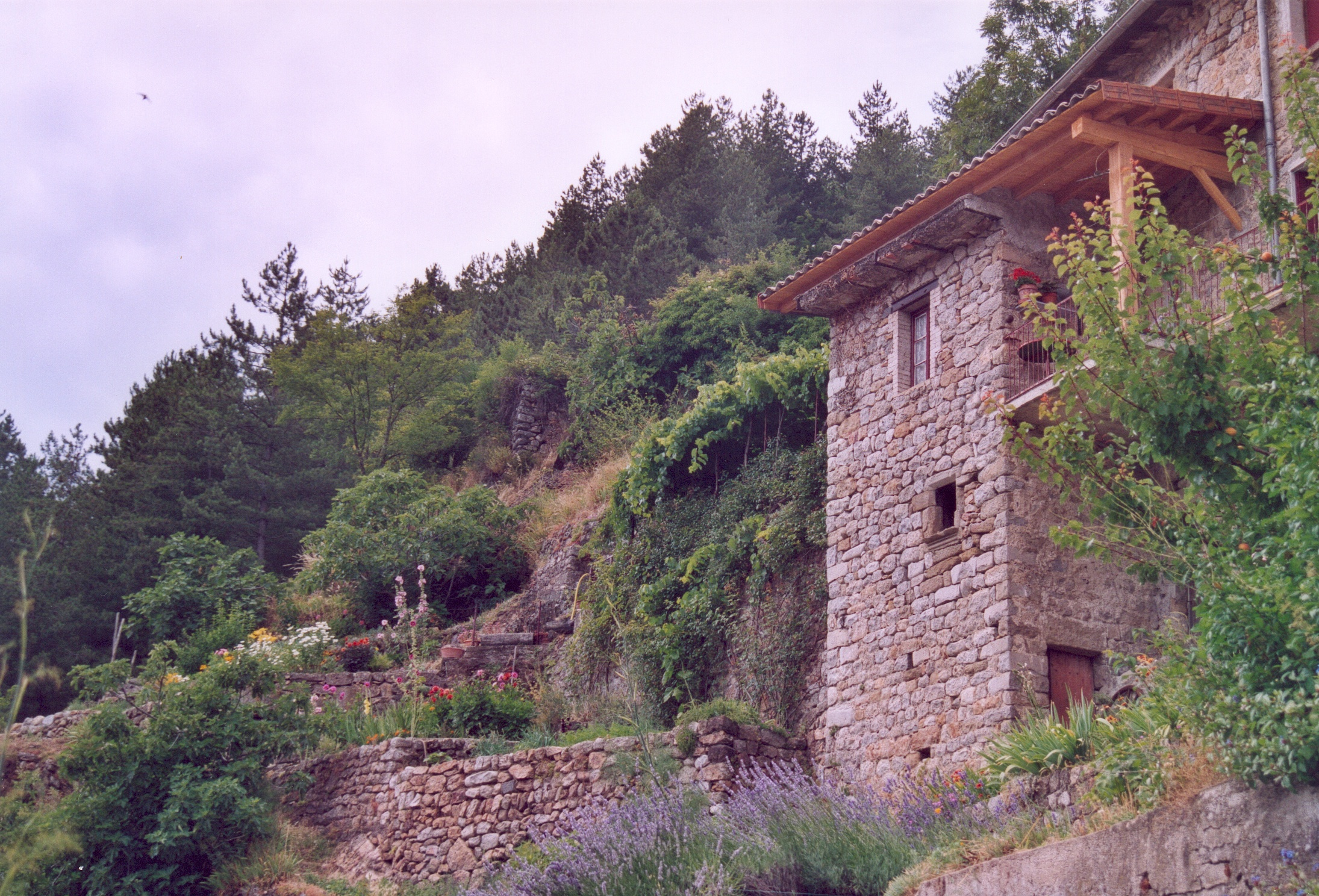